# Укргазвидобування
АТ «Укргазвидобува́ння» — акціонерне товариство, державне підприємство, найбільша газовидобувна компанія у Центральній і Східній Європі. Займається пошуком та розвідкою родовищ нафти та газу, їх розробкою, а також видобутком, транспортуванням, переробкою вуглеводневої сировини та реалізацією нафтопродуктів. Компанія забезпечує видобуток 70 % українського газу. Входить до складу Групи Нафтогаз.
«Укргазвидобування» об'єднує 11 філій в регіонах: три газопромислові управління «Львівгазвидобування», «Полтавагазвидобування», «Шебелинкагазвидобування», науково-дослідний інститут УкрНДІгаз, п'ять сервісних філій БУ «Укрбургаз», УГВ-Сервіс, Укргазпромгеофізика, САРС «Лікво» та Укргазспецбудмонтаж, Управління з переробки газу та газового конденсату, а також учбово-оздоровчий комплекс «Червона рута».
АТ «Укргазвидобування»  протягом 2022 року видобуло 12,5 млрд куб. товарного газу, у 2023 році – 13,2 млрд. куб. м товарного газу, у 2024 році - році 13,9 млрд. куб. м товарного газу.
У 2024 році підприємство сплатило 22,28 млрд грн рентних платежів до державного бюджету.

## Історія
АТ «Укргазвидобування» (до грудня 2012 року ДК «Укргазвидобування», до травня 2018 року ПАТ «Укргазвидобування») було створено в липні 1998 року в результаті злиття підрозділів АТ «Укргазпром» та декількох газодобувних підприємств України.

### Керівники
- Генеральний директор Рибчич Ілля Йосипович — з 11.1998 по 06.2003
- Генеральний директор Бакулін Євген Миколайович — з 06.2003 по 03.2005
- Генеральний директор Рибчич Ілля Йосипович — з 03.2005 по 09.2006
- Генеральний директор Бакулін Євген Миколайович — з 09.2006 по 03.2007
- Генеральний директор Фесенко Юрій Леонідович — з 03.2007 по 06.2007
- Генеральний директор Яремійчук Ярослав Стефанович — з 06.2007 по 01.2008
- Генеральний директор, потім директор Рибчич Ілля Йосипович — з 01.2008 по 07.2009
- Директор Чеберда Олексій Григорович — з 07.2009 по 03.2010
- Директор Борисов Юрій Сергійович — з 03.2010 по 03.2014
- Голова правління Костюк Сергій Миколайович — з 03.2014 по 06.2015
- Голова правління Прохоренко Олег Васильович — з 06.2015 по 03.2019
- Т.в.о. голови правління, потім т.в.о. генерального директора Фаворов Андрій Михайлович — з 03.2019 по 04.2020
- Генеральний директор Кобець Олена Анатоліївна — з 05.2020 по 05.2022
- Т.в.о. генерального директора Романюк Олександр Миколайович — з 05.2022 по 01.2023[5]
- Т.в.о. генерального директора Толмачев Олег Євгенійович — з січня 2023 до червня 2024
- Т.в.о. генерального директора Лагно Сергій Іванович — з 28.06.2024[6]

## Структура компанії
АТ «Укргазвидобування» — 100 % дочірнє підприємство НАК «Нафтогаз України». До складу компанії входить 11 філій:
1. Газопромислове управління Полтавагазвидобування — розвідує та видобуває газ у Полтавській, Харківській, Дніпропетровській та Сумській областях. Фонд діючих свердловин налічує 533 об'єкти. Кількість виробничих об'єктів — 69 одиниць.
2. Газопромислове управління Шебелинкагазвидобування — розвідує та видобуває газ у Харківській, Луганській, Дніпропетровській, Полтавській та Донецькій областях. Фонд діючих свердловин налічує 1671 об'єкт. Кількість виробничих об'єктів — 97 одиниць.
3. Газопромислове управління Львівгазвидобування — зрозвідує та видобуває газ у Львівській, Івано-Франківській, Волинській, Чернівецькій та Закарпатській областях. Фонд діючих свердловин налічує 458 об'єкти. Кількість виробничих об'єктів — 47 одиниць.
4. УкрНДІгаз — центр науково-технічної компетенції, що забезпечує науковою, проєктною і нормативною документацією повний цикл виробничої діяльності Укргазвидобування.
5. Бурове управління Укрбургаз — найбільший буровий підрозділ в Україні, має 36 бурових верстатів, 20 з яких було придбано у 2018 році. Виконує роботи з буріння розвідувальних та експлуатаційних наземних свердловин.
6. УГВ-Сервіс — нафтосервісний підрозділ, виконує внутрішньосвердловинні операції на родовищах компанії — капітальний ремонт свердловин, операції з гідророзриву пластів, колтюбінгові операції, цементування свердловин. Має сучасну базу з виробництва та обслуговування обладнання.
7. Укргазпромгеофізика — виконує промислово-геофізичні дослідження в межах розвідки, розробки нафтогазових родовищ і видобування вуглеводневої сировини, здійснює будівництво, буріння і ремонт виснаженого фонду свердловин.
8. Управління з переробки газу та газового конденсату — виробляє паливно-мастильні матеріали за європейськими стандартами: бензин Šhebel 92 і Šhebel 95, а також Šhebel ДП, створені із використанням технології німецького концерну BASF — багатофункціонального пакета присадок Keropur Šhebel.
9. Спеціалізована аварійно-рятувальна служба (САРС) ЛІКВО — виконує профілактичні роботи з запобігання виникнення газонафтоводопроявлень і відкритих фонтанів та роботи з їх ліквідації на газовидобувних та бурових об'єктах компанії.
10. Управління будівельно-монтажних робіт Укргазспецбудмонтаж — виконує будівельно-монтажні роботи з облаштування родовищ, підключення свердловин, будівництва об'єктів виробничого призначення, соціальної сфери та інфраструктури для підрозділів компанії та інших замовників.
11. Навчально-оздоровчий комплекс «Червона Рута» — об'єкт соціальної сфери, надає оздоровчі, спортивно-розважальні та готельні послуги.

Об'єднана профспілкова організація АТ «Укргазвидобування» входить до «Укрнафтогазпрофспілки»

## Виробнича діяльність
Компанія веде діяльність на території 12 областей України, 96 районів та понад 300 територіальних громад. В компанії працює близько 17 тисячі осіб. АТ «Укргазвидобування» є одним з найбільших бюджетоутворюючих підприємств України — у 2022 році обіг коштів в Укргазвидобування становив 86,4 млрд грн.
26 червня 2024 року пресслужба АТ «Укргазвидобування» повідомила, що підприємство спрямувало до зведеного бюджету країни 9,85 млрд грн рентних платежів за результатами своєї діяльності в січні-травні 2024 року.

### Геологія та розвідка
У грудні 2020 року компанія відкрила на базі своєї філії УкрНДІгаз Центр 3D моделювання та візуалізації родовищ. 3D моделі родовищ, які створюють фахівці Центру, дають змогу уточнювати геологічну будову покладів вуглеводнів, підтверджувати їх ресурсний потенціал та планувати програми розробки. Укргазвидобування уже має понад 25 тривимірних моделей родовищ. Тоді ж, Укргазвидобування, як один з переможців конкурсів підписало з Урядом України договір в межах Угод про розподіл продукції (УРП) на користування Балаклійською, Іванівською, Бузівською і Берестянською нафтогазовими ділянками.
У грудні 2021 року в результаті пошуково-розвідувальних робіт компанія відкрила в Харківській області нове перспективне Моспанівське родовище.
У листопаді 2022 року Укргазвидобування на аукціоні придбало спеціальний дозвіл на користування надрами на Рибницькій площі, яка знаходиться в Івано-Франківській області.
У лютому 2023 року Укргазвидобування запустило найбільші 3D сейсморозвідувальні дослідження на заході України. Дослідження охоплять територію близько 1,5 тис. кв км.
У квітні 2023 року, відповідно повідомлення в.о. гендиректора «Укргазвидобування» Олега Толмачева, в Україні на вже виснаженому родовищі запущено найпотужнішу свердловину за останні 2,5 року, на якій видобувають 460 тисяч кубометрів газу на добу.
29 серпня 2023 року, згідно повідомлення Укргазвидобування, в Україні відкрито нове родовище, поклади якого можуть сягати близько 1 мільярда кубометрів газу. Глибина свердловини родовища — майже 4 тисячі метрів. Перед бурінням фахівці провели 3D-сейсморозвідувальне дослідження ділянки.

### Видобування та сервісні операції
З жовтня 2016 року компанія реалізує програму гідравлічного розриву пластів. У листопаді 2022 року Укргазвидобування повідомило про досягнення показника 11 млрд куб. метрів додаткового газу від реалізації цієї програми.
У грудні 2021 року Укргазвидобування запустило в роботу надглибоку свердловину з високим дебітом газу. Нова розвідувальна свердловина на Скиданівському родовищі глибиною 6 300 м забезпечує видобуток 200 тис. м³ газу на добу. Це родовище у Полтавській області фахівці АТ «Укргазвидобування» відкрили у 2019 році.
У 2021 році Укргазвидобування застосувало на 75-ти свердловинах технологію капілярних систем, що дало змогу інтенсифікувати видобуток газу на складних свердловинах, схильних до накопичення рідини. Нову технологію в компанії почали застосовувати у 2020 році. За цей період видобуток газу на старих свердловинах збільшений на 67 млн куб. м, а виробничо-технологічні втрати зменшені.
У березні 2023 року компанія запустила на Полтавщині найпотужнішу свердловину за останні 2,5 роки, яка має добовий дебіт 460 тис. куб. м. Успіх став можливим завдяки сучасним підходам до обробки геологічної інформації, зокрема матеріалів 3D сейсморозвідки, що дало змогу ідентифікувати раніше не розвіданий поклад і визначити оптимальну точку для буріння.
За 2022 рік Укргазвидобування видобуло 12,5 млрд м³ товарного газу, що лише на 3 % менше, ніж у 2021 року. Такий результат став можливим в умовах, коли сотні виробничих об'єктів та одиниць обладнання зазнали обстрілів, багато родовищ та сотні свердловин Укргазвидобування перебували або досі перебувають під окупацією чи поблизу лінії фронту.

### Виробництво і реалізація нафтопродуктів
Шебелинський НПЗ (Šhebel) — структурний підрозділ АТ «Укргазвидобування», станом на початок 2022 — один з двох діючих нафтопереробних заводів в Україні.
Завод веде свою історію з 1960 року. У 2015—2018 роках завод модернізовано, що дозволило випускати продукції виключно стандарту Євро-5. З 2018 року пальне виробництва Шебелинського НПЗ реалізується на ринку під торговою маркою Šhebel. В асортименті бензини Šhebel 92, Šhebel 95, дизельне пальне Šhebel ДП та скраплений газ Šhebel Euro LPG. Пальне Šhebel реалізується в Київській, Житомирській, Чернігівській, Харківській, Дніпропетровській, Запорізькій, Полтавській, Сумській областях і на підконтрольних Україні територіях Донецької і Луганської областей.
26 лютого 2022 року стало відомо, що робота Шебелинського НПЗ була зупинена через загрозу бойових дій. Влітку 2022 року стало відомо про ракетний удар по заводу.
Мережа автозаправних станцій «Укргазвидобування» нараховує 20 станцій, розташованих у м. Харків та Харківській області. Через цю мережу компанія реалізує нафтопродукти виключно власного виробництва: шебелинські бензини А-95, А-92, дизельне пальне стандарту Євро-5 та LPG. У 2017 розпочатий ребрендинг мережі на новий бренд U.GO.
З початку повномасштабної війни мережа заправок припинила працювати, роботу більшості з них вже відновлено, зокрема кілька АЗС на деокупованих територіях запрацювали в жовтні 2022 року.

### Партнерські проєкти
У квітні 2020 року Укргазвидобування підписало 15-річний контракт з французькою компанією Expert Petroleum про комплексне підвищення видобутку газу (англ. production enhancement contract, PEC) на родовищах компанії в Західній Україні. Очікується, що співпраця впродовж перших п'яти років дасть змогу добути додатково щонайменше 300 млн м3 газу на 13 малих родовищах на заході України.
У серпні 2022 року на Львівщині запрацювала свердловина після буріння, яку пробурила компанія Expert Petroleum в рамках раніше укладеного конкракту.

## Цікаві факти
Найглибша свердловина за всю виробничу діяльність АТ «Укргазвидобування» — 6600 м.

## Соціальні проєкти
Укргазвидобування з 2017 року щороку долучається до благодійної акції «Пробіг під каштанами». У 2021 році команда компанії налічувала понад 850 учасників, які бігли 5 кілометрів в багатьох регіонах України. У 2022 році команда компанії налічувала 450 учасників, деякі учасники бігли дистанцію за кордоном через вимушену евакуацію.
Для подолання коронавірусу у межах проєкту «Мрія» на початку травня 2020 року Укргазвидобування придбало 200 тонн благодійної допомоги на понад 580 млн грн для 287 медичних закладів. Усього компанія придбала 500 тис. захисних костюмів, 700 моніторів пацієнта, 50 мобільних цифрових рентгенапаратів і 50 портативних УЗД-пристроїв для українських лікарень. Під час реалізації проєкту «Безпечне ЗНО» закупили 3,2 млн захисних масок, 20 тис. л засобів для дезінфекції, 1 200 ізоляційних халатів, що дало змогу провести ЗНО, єдиний вступний іспит і єдине фахове вступне випробування у 2020 році. У межах благодійної допомоги громадам — 236 фельдшерсько-акушерських пунктів і 60 центральних районних лікарень отримали понад 1 млн пар захисних рукавиць, 500 тис. медичних масок, 220 тис. респіраторів, 920 інфрачервоних безконтактних термометрів, 8,6 тис. літрів дезінфекторів.
З початку повномасштабного вторгнення компанія витратила 860 млн грн на допомогу в боротьбі з агресором.
У січні-травні 2021 року компанія провела конкурс грантів «Енергія розвитку», 50 переможців отримали гранти на загальну суму 5 млн грн для реалізації проєктів розвитку для покращення життя в громаді. Восени 2021 року компанія долучилася до світової акції з висадження дерев Greening of the Planet. Глобальна мета цієї ініціативи — висадити 100 млн дерев. Загалом завдяки компанії висадили 460 дерев та 890 кущів. У 2021 році компанія реалізувала 180 соціально-інфраструктурних проєктів у 242 громадах на загальну суму 34,2 млн грн.